# Blattader

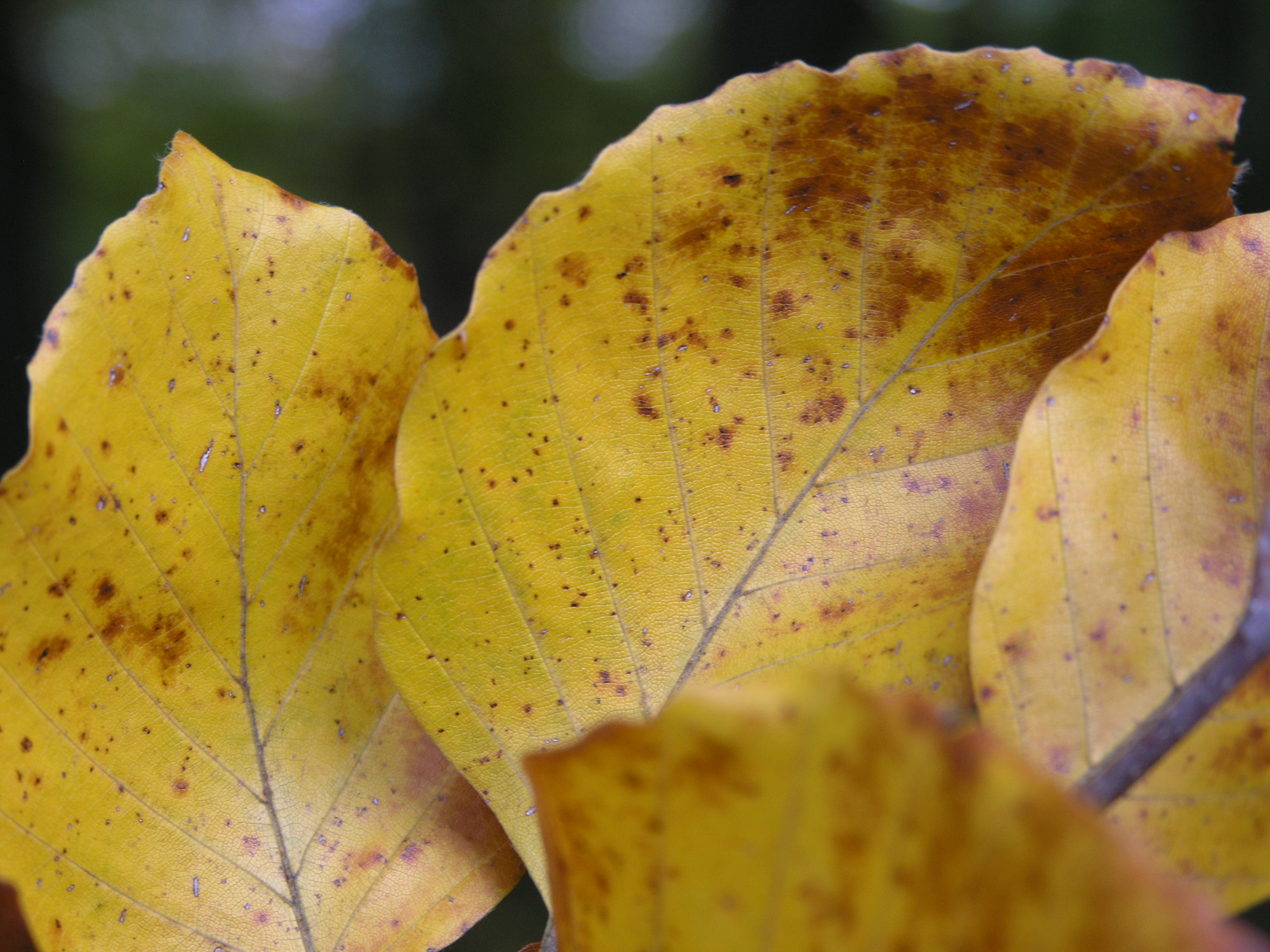
Netzartige, gefiederte Blattaderung bei der Rotbuche (Fagus sylvatica)

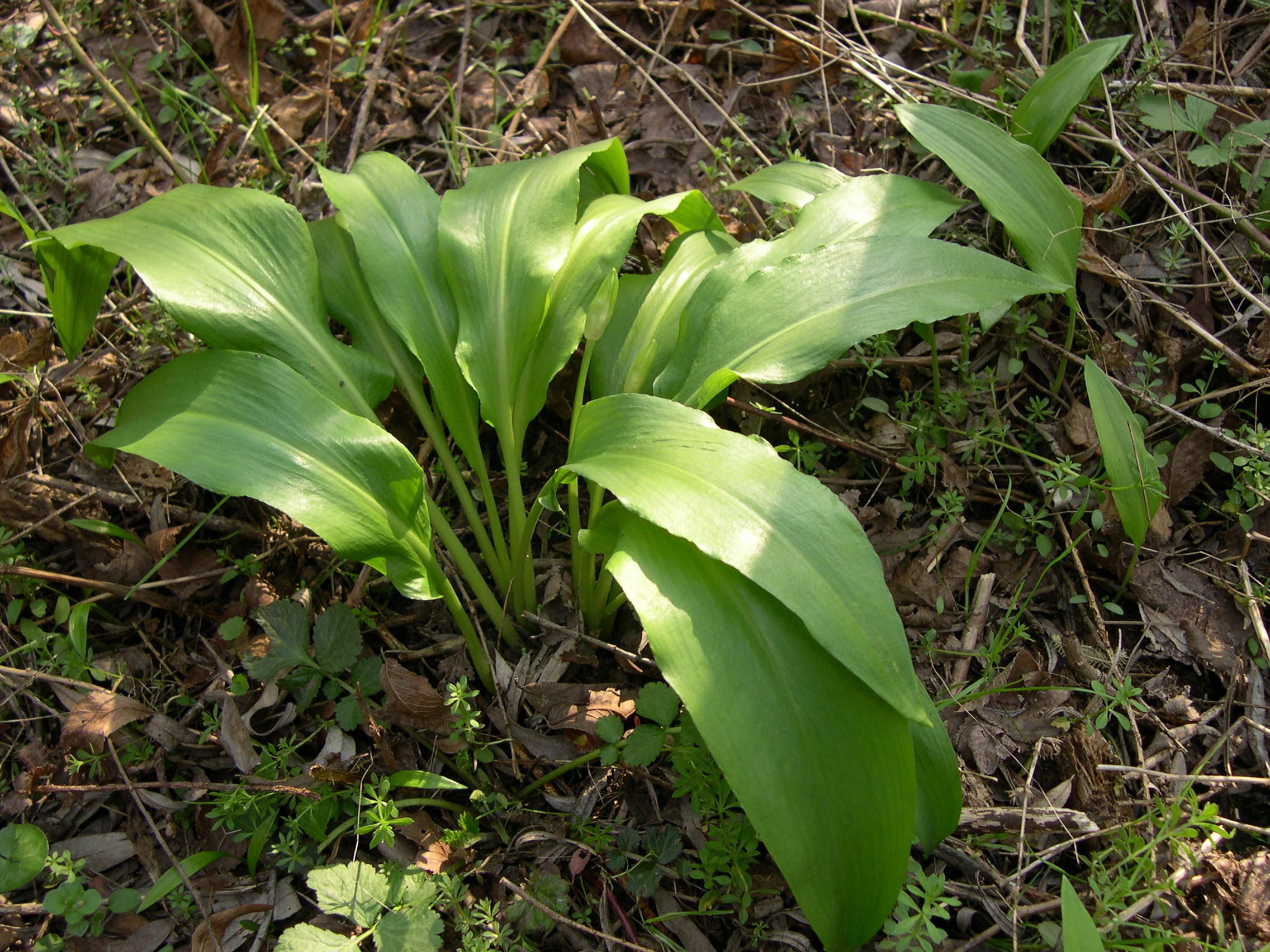
Parallele Blattaderung beim Bärlauch (Allium ursinum)

Blattadern, auch Blattnerven oder in ihrer Gesamtheit Nervatur genannt, sind die Leitbündel in den Blattspreiten (auch Lamina genannt) der Laubblätter.
Sie dienen dem Zustrom von Wasser und Nährstoffen, dem Abtransport von Assimilaten, sowie der mechanischen Verstärkung. In den Leitbündeln der Blattspreite liegt das Wasserleitsystem oder Xylem oben und das Assimilatleitsystem oder Phloem unten. Umhüllt und mechanisch verstärkt werden beide durch Bündelscheiden. Die Hauptadern des Blatts stehen oft nach unten hin vor und werden dann auch Blattrippen genannt.
Blattadern bilden hierarchisch verzweigte Systeme, sie sind typischerweise zwischen vier- und siebenmal verzweigt. Die feinsten Adern enden blind im Blattgewebe, die Adern höherer Ordnung bilden ein Netz aus Zellen, die aderlose Bereiche, Areolen genannt, einschließen. Die mechanische Stabilität wird durch die Adern erster und zweiter Ordnung sichergestellt, die meist von der Spreitenbasis bis fast bis zum Blattrand durchlaufen. Die Adern dritter und höherer Ordnung verbinden diese Längsadern zu einem Netzwerk. Oft ist der Blattrand durch ein System starker Randadern (Marginalader), oder in geringem Abstand zum Blattrand verlaufende intramarginale Adern, verstärkt. Keine Zelle liegt dabei mehr als sieben weitere Zellen von der nächstgelegenen Blattader entfernt. Grund ist der um viele Größenordnungen effektivere Transport von Flüssigkeiten durch Röhrensysteme im Gegensatz zum Transport nur durch Diffusion im Parenchymgewebe selbst.
Blattadern sind in der klassischen Botanik ein Merkmal zur Bestimmung der Verwandtschaft. Dieses Merkmal ist allerdings nur begrenzt aussagekräftig, bei einigen Taxa lassen sich die Verwandtschaftsverhältnisse sehr gut anhand der Blattadern feststellen, bei anderen Taxa funktioniert das nicht.
In der Paläobotanik werden die Blattadern genutzt, um fossilisierte Blätter mit den Blättern heute lebender Arten zu vergleichen und die Verwandtschaft zu bestimmen.

## Nervaturen
Die einfachste Form der Nervatur bei flächigen Blattspreiten ist die Gabel- oder Fächeraderung. Hier sind die relativ gleichförmigen Blattadern gabelteilig (dichotom) verzweigt. Sie enden blind am Blattrand. Gabeladerung findet sich bei rezenten Pflanzen nur bei Farnen und in den Blättern des Ginkgo. Noch einfacher sind die Mikrophyll genannten Blätter der Bärlapppflanzen und Schachtelhalme. Sie weisen immer nur ein einziges Leitbündel auf.
Bei den Monokotyledonen oder einkeimblättrigen Pflanzen ist die Parallelnervatur typisch und kennzeichnend. Alle Hauptleitbündel verlaufen längs in der Blattspreite und mehr oder weniger parallel zueinander. Im Gegensatz zu gabeladrigen Blättern laufen die Hauptnerven zur Blattspitze hin wieder zusammen, die Spreite zwischen ihnen ist durch feine Queradern gegliedert. Bei einigen Monokotyledonen wie der Gattung Clivia (Familie Amaryllisgewächse) ist dieses Netz stärker ausgebildet und gut sichtbar.
Bei den Dikotylen oder zweikeimblättrigen Pflanzen ist die Vielfalt der Blattformen und damit auch die Nervatur vielfältiger und oft komplizierter.
Man unterscheidet folgende Grundtypen:
- pinnate Nervatur mit einer deutlichen Hauptader, meist als Mittelrippe ausgebildet. Von dieser gehen meist federartig weitere Adern ab.
- palmate Nervatur mit drei oder mehr fast gleichstarken, vom Grund der Blattspreite ausgehenden Adern.

Selten werden zur genauen Charakterisierung weitere Subtypen unterschieden. Eine aktinodrom palmate Nervatur besteht aus drei oder mehr Hauptnerven, die sich radial von einem Punkt aus verzweigen. Die Verzweigung ist handförmig. Bei einer akrodrom palmaten Nervatur verzweigen sich die Hauptadern ebenfalls von einem Punkt aus, laufen dann aber (mit Ausnahme der geraden Mittelader) bogenförmig und im Endabschnitt zueinander parallel. Flabellate Nervatur besteht aus feinen, im Basalteil zunächst parallelen Hauptadern, die sich zur Spitze hin weiter verzweigen. 
Für Spezial- und Übergangsformen wurde eine komplizierte Spezialterminologie entwickelt, die aber wenig in Gebrauch ist.

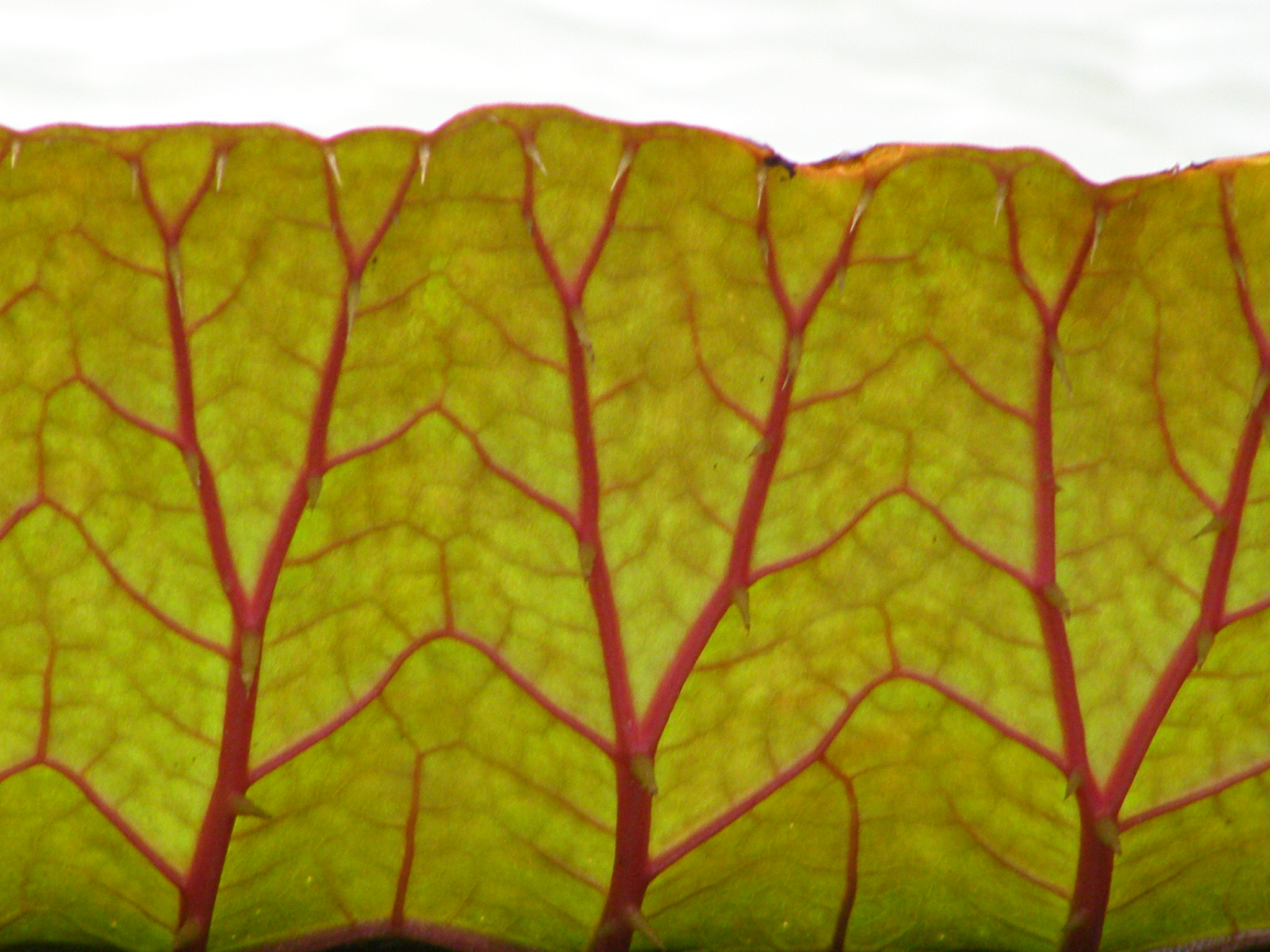
Victoria amazonica
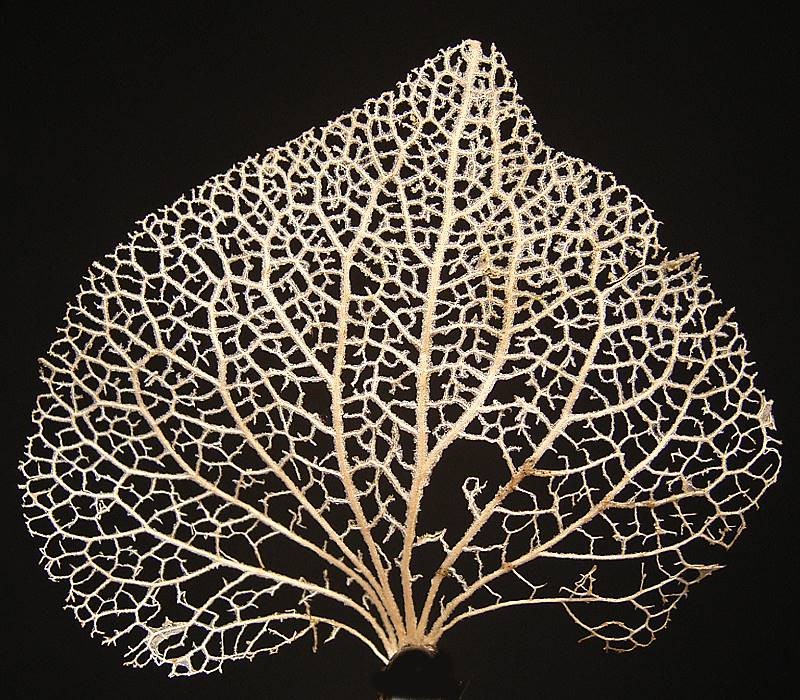
Hydrangea mit handförmiger Netznervatur
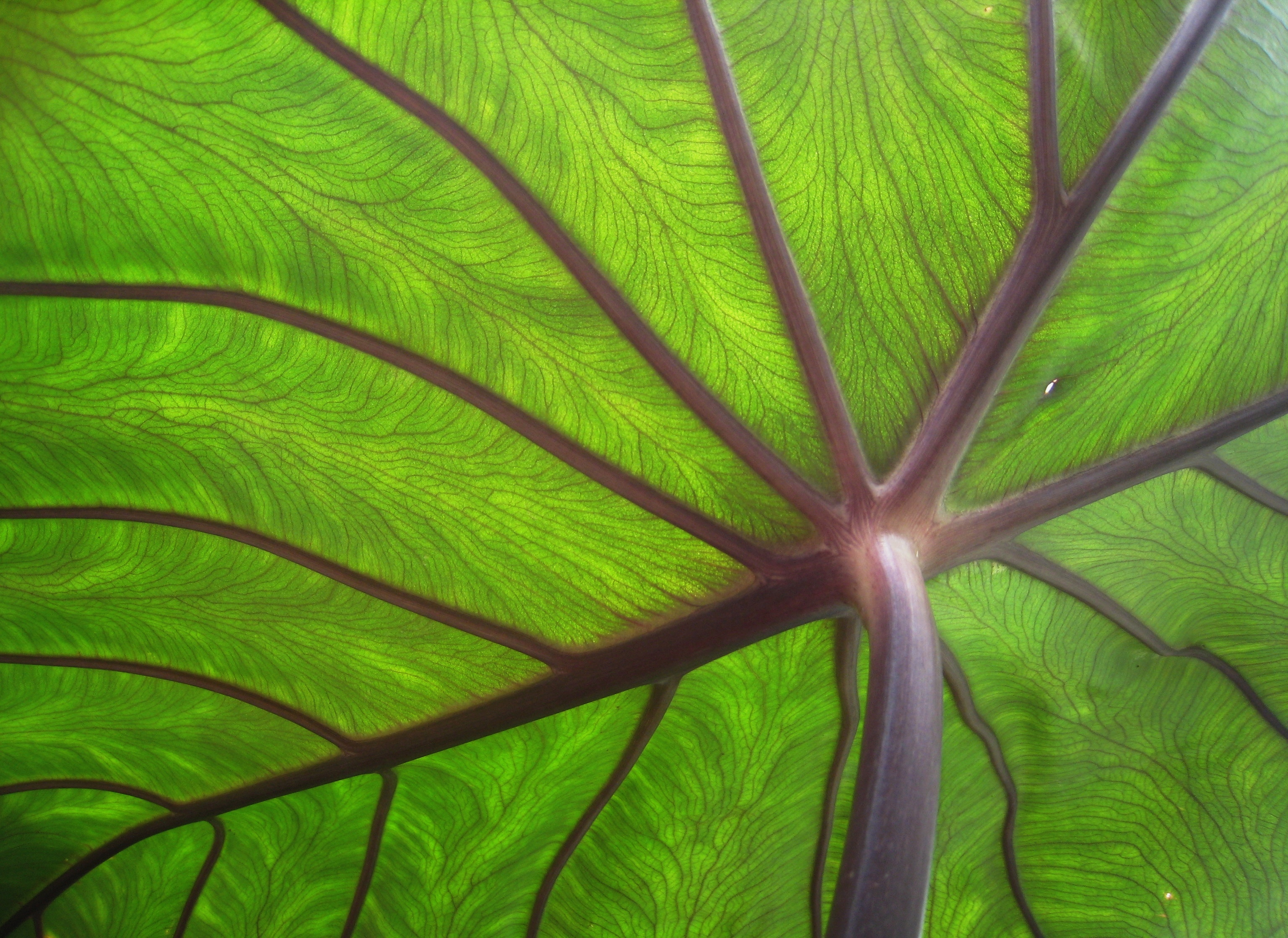
Detailansicht eines Taro-Blattes mit erkennbarer Blattnervatur
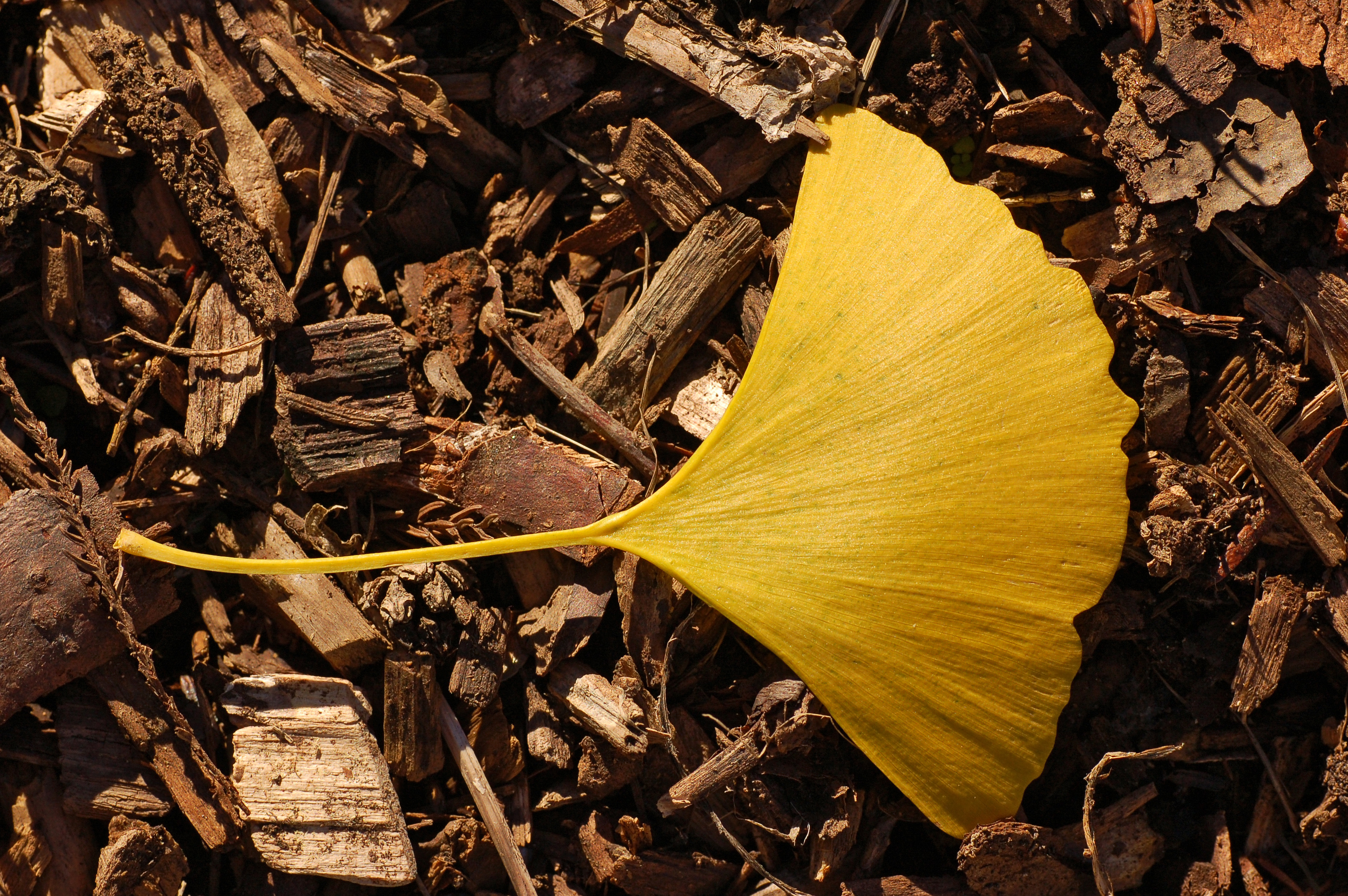
Ginkgo biloba
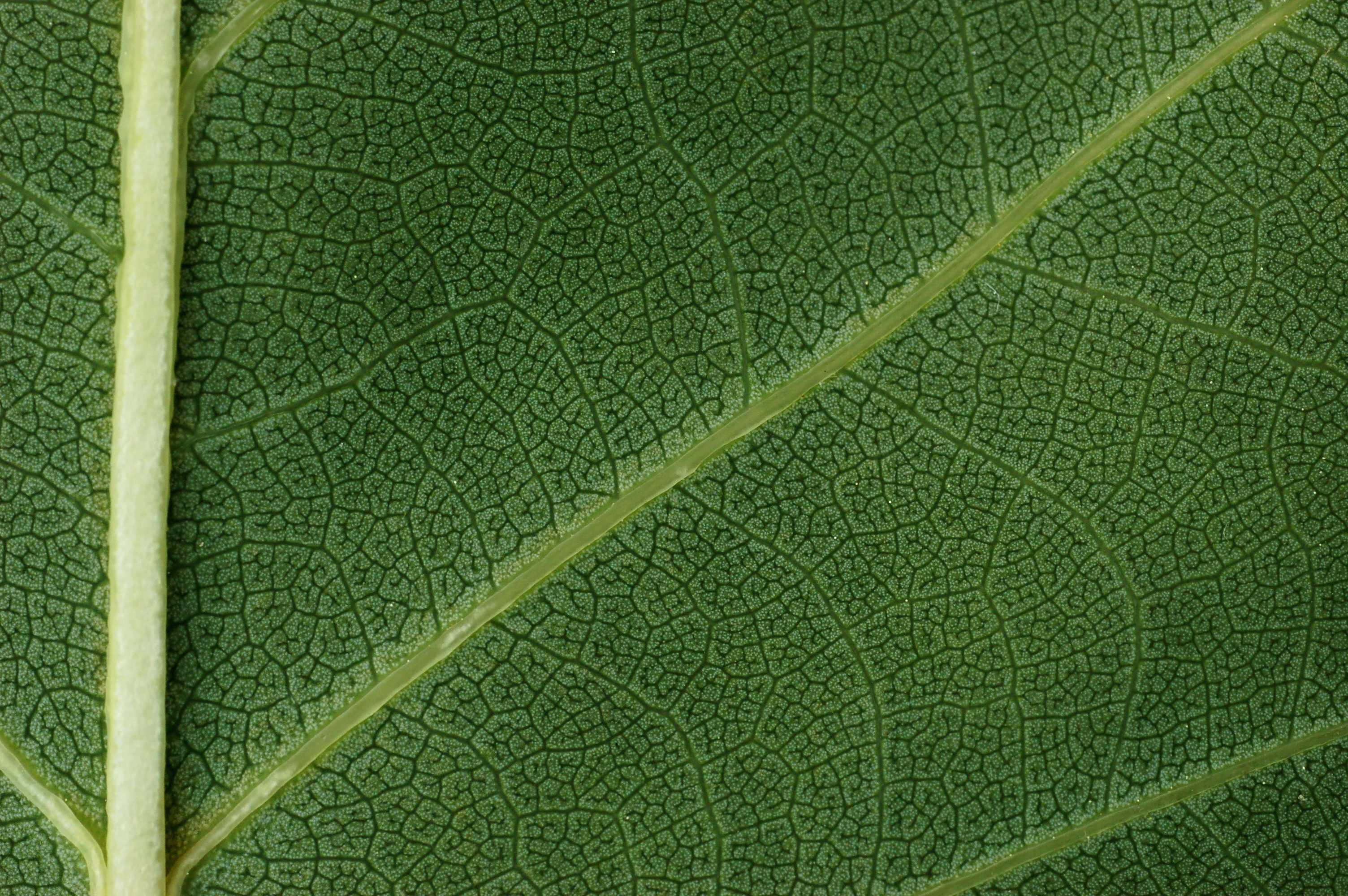
Blattunterseite eines Blattes des Tulpenbaums (Liriodendron tulipifera)